# Taravo (microrégion)
 (signalé en juin 2025).
Si vous disposez d'ouvrages ou d'articles de référence ou si vous connaissez des sites web de qualité traitant du thème abordé ici, merci de compléter l'article en donnant les références utiles à sa vérifiabilité et en les liant à la section « Notes et références ».
- Archive Wikiwix
- Bing
- Cairn
- DuckDuckGo
- E. Universalis
- Gallica
- Google
- G. Books
- G. News
- G. Scholar
- Persée
- Qwant
- (zh) Baidu
- (ru) Yandex
- (wd) trouver des œuvres sur Wikidata

Le Taravo est une microrégion de Corse occupant la vallée du fleuve éponyme.
Le Taravo est composé des territoires de trois pièves pour un total de 33 communes :
Istria
- Argiusta-Moriccio ;
- Casalabriva ;
- Moca-Croce ;
- Olivese ;
- Olmeto ;
- Petreto-Bicchisano ;
- Sollacaro.

Ornano
- Albitreccia ;
- Azilone-Ampaza ;
- Campo ;
- Cardo-Torgia ;
- Cognocoli-Monticchi ;
- Coti-Chiavari ;
- Forciolo ;
- Frasseto ;
- Grosseto-Prugna ;
- Guargualé ;
- Pietrosella ;
- Pila-Canale ;
- Quasquara ;
- Santa-Maria-Siché ;
- Serra-di-Ferro ;
- Urbalacone ;
- Zigliara.

Talavo
- Ciamannacce ;
- Corrano ;
- Cozzano ;
- Guitera-les-Bains ;
- Palneca ;
- Sampolo ;
- Tasso ;
- Zévaco ;
- Zicavo.